# Tiago Almeida
Tiago Miguel Monteiro Almeida (Lisbona, 13 settembre 1990) è un calciatore portoghese naturalizzato capoverdiano, difensore svincolato e della nazionale capoverdiana.